# Гробље кућних љубимаца (филм из 1989)
Гробље кућних љубимаца (енгл. Pet Sematary) је амерички хорор филм из 1989. године, редитељке Мери Ламберт, са Дејлом Мидкифом, Фредом Гвином, Дениз Крозби и Миком Хјузом у главним улогама. Рађен је по истоименом роману Стивена Кинга, који је написао и сценарио. Оригинални наслов Pet Sematary настао је сензационалистичким спеловањем од pet cemetery.
Филм је премијерно приказан 21. априла 1989, у дистрибуцији продукцијске куће Парамаунт пикчерс. Добио је углавном помешане критике, премда је остварио велики комерцијални успех зарадивши 89,5 милиона долара, са осмоструко мањим буџетом. Био је номинован за Награду Сатурн за најбољи хорор филм, коју је изгубио од Арахнофобије. Данас се сматра култним класиком.
Године 1992. снимљен је наставак под насловом Гробље кућних љубимаца 2, који није имао много повезаности са овим филмом, док је 2019. снимљен и истоимени римејк.

## Радња
Породица Крид се сели из Чикага у рурални део Мејна. Када једног дана пронађе мртву мачку своје ћерке, Луис Крид је односи на Гробље кућних љубимаца, за које се верује да може оживети љубимце. Међутим, Луис не зна да је тиме привукао несрећу у своју породицу и проузроковао стравичну трагедију...

## Улоге
| Глумац            | Улога               |
| ----------------- | ------------------- |
| Дејл Мидкиф       | Луис Крид           |
| Фред Гвин         | Џад Крандал         |
| Дениз Крозби      | Рејчел Голдман-Крид |
| Мико Хјуз         | Гејџ Крид           |
| Блејз Бердал      | Елен „Ели” Крид     |
| Бред Гринквист    | Виктор Пасков       |
| Мајкл Ломбард     | Ирвин Голдман       |
| Сузан Бломарт     | Миси Дендриџ        |
| Кави Раз          | Стив Мастертон      |
| Мери Луиза Вилсон | Дори Голдман        |
| Ендру Хубацек     | Зелда Голдман       |
| Стивен Кинг       | свештеник           |
| Чак Кортни        | Бил Батерман        |